# Луций Флавий (претор)
Лу́ций Фла́вий (лат. Lucius Flavius; родился не позже 98 года до н. э., Римская республика — умер, по одной из версий, после 44 года до н. э.) — древнеримский политический деятель из плебейского рода Флавиев, народный трибун в 60 году до н. э. и претор в 58 году до н. э. Являясь человеком Гнея Помпея «Великого», смог благодаря патрону сделать успешную гражданскую карьеру.

## Биография
Луций Флавий принадлежал к незнатному плебейскому роду. Он впервые упоминается в источниках под 60 годом до н. э. как народный трибун. К этому времени он был союзником Гнея Помпея Великого. По инициативе последнего внёс в сенат предложение о наделении ветеранов его армии земельными наделами за счёт доходов от завоёванных территорий (из фонда ager publicus), который бывшие сослуживцы Гнея горячо поддержали в комициях. Но консул Квинт Цецилий Метелл Целер, настроенный против Помпея, поскольку тот развёлся с его сестрой, оказал яростное сопротивление этой инициативе. В результате законопроект так и не стал законом.
Предположительно после этих событий Луций Флавий, по совету Цицерона, с которым сохранил тёплые отношения до конца жизни, стал легатом его брата Квинта в Азии. Вернувшись оттуда в Рим, он благодаря поддержке Помпея получил претуру на 58 год до н. э. В этом качестве Луций Флавий вместе с коллегами потребовал от сената детального расследования деятельности Гая Юлия Цезаря на посту консула, но сенаторы отклонили такое предложение.
Известно, что именно Флавию Помпей поручил охрану пленного армянского царевича Тиграна, юного сына Тиграна Великого, находившегося в Риме на положении заложника. В 58 году до н. э. Публий Клодий Пульхр на Аппиевой дороге отбил царевича, и Луций тщетно пытался его вернуть.
В одном из писем к Титу Помпонию Аттику, датированном 3 апреля 49 года до н. э., Марк Туллий Цицерон недоумевает: «Как это Флавию дают легион и Сицилию?». На основании этого беглого упоминания исследователи полагают, что речь здесь идёт о преторе 58 года до н. э.